# Admeto (nome)
Admeto  è un nome proprio di persona italiano maschile.

## Varianti
- Femminili: Admete[1], Admeta[3]

### Varianti in altre lingue
- Bulgaro: Адмет (Admet)
- Francese: Admète
- Greco antico: Ἄδμητος (Admetos)[2]
- Latino: Admetus[1]
  - Femminili: Admete[1]
- Lituano: Admetas
- Polacco: Admet
- Portoghese: Admeto
- Russo: Адмет (Admet)
- Spagnolo: Admeto
- Ucraino: Адмет (Admet)
- Ungherese: Admétosz

## Origine e diffusione

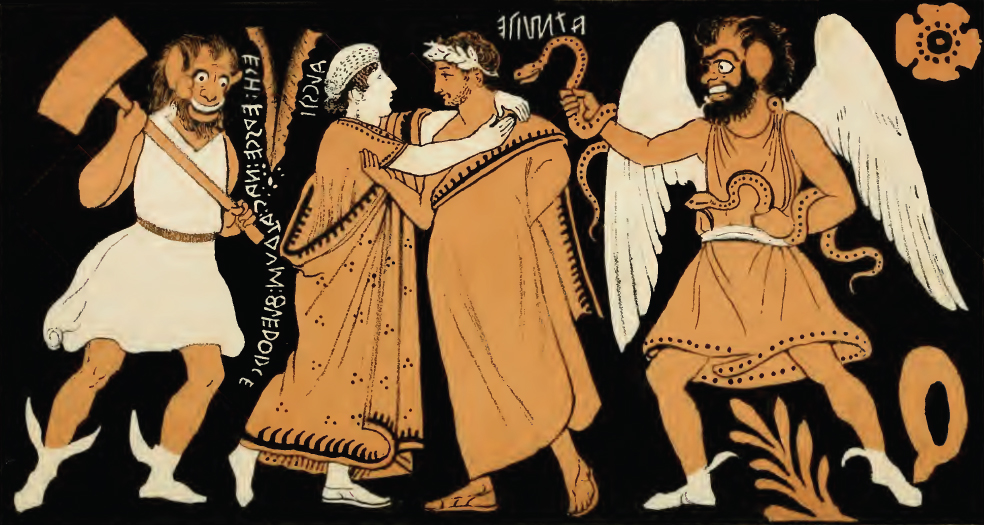
L'addio fra Admeto e Alcesti su un antico vaso trovato a Vulci

Deriva dal nome greco Ἄδμητος (Admetos) che, basato su δαμαω (damao, "domare", da cui anche Damiano e Damaso) combinato con un'alfa privativa, vuol dire "indomito", "indomabile" e, in senso lato, "selvaggio".
Si tratta di un nome di tradizione classica, portato nella mitologia greca da Admeto, re di Fere in Tessaglia e marito di Alcesti, alla cui storia sono ispirate numerose opere (intitolate perlopiù alla coraggiosa moglie), nonché da Admeta, la figlia di Euristeo che assegnò ad Eracle la sua nona fatica. Fu inoltre il nome di un re dei Molossi, Admeto, che accolse Temistocle durante il suo esilio. Ricordato principalmente per tali personaggi, il suo uso reale è piuttosto raro.

## Onomastico
Essendo un nome adespota, ossia privo di santo patrono, l'onomastico si può festeggiare il 1º novembre, in occasione di Ognissanti.

## Persone
- Admeto, re dell'Epiro